# 미우라 쇼헤이
미우라 쇼헤이(일본어: 三浦 翔平, 1988년 6월 3일 ~ )는 일본의 배우이다.

## 내력
2007년, 〈제20회 쥬논 수퍼 보이 콘테스트〉에서 〈포토제닉상〉 및 〈이상의 연인상〉을 수상. 수상 전부터 연예 활동을 하고 있어, 2006년, 《E무스메!》에 4회 출연. 또 《GOOD LOOKIN′CLUB》에 레귤러 출연하고 있었다.
2008년, 드라마 《고쿠센 제3시리즈》로 배우 데뷔.
2010년, 무대 《SAMURAI 7》으로 주연.
2011년, 영화 《THE LAST MESSAGE 우미자루》로 제34회 일본 아카데미상 신인 배우상을 수상.

## 출연

### 드라마
- 고쿠센 제3시리즈 (2008년 4월 ~ 6월, 닛폰 TV) - 가미야 슌스케 역
  - 고쿠센 제3시리즈 졸업 스페셜 (2009년 3월 28일)
- 연공 (2008년 8월 ~ 9월, TBS) - 노조무 역
- 기라기라 (2008년 10월 ~ 12월, TV 아사히) - 쇼지 역
- 텀블링 (2010년 4월 ~ 6월, TBS) - 츠키모리 료스케 역
- 화장실의 신 (2011년 1월 5일, MBS) - 다이스케 역
- 스쿨!! (2011년 1월 ~ 3월, 후지 TV) - 모토키 유이치 역
- 시마시마 (2011년 4월 ~ 6월, TBS) - 다마부키 가이 역
- 마루모의 규칙 최종화 (2011년 7월 3일, 후지 TV) - 나카츠 슈이치 역 ※특별 출연
- 아름다운 그대에게~미남☆파라다이스~ (2011년 7월 ~ 9월, 후지 TV) - 나카쓰 슈이치 역
- 헝그리! (2012년 1월 ~ 3월, 칸사이 TV) - 히라츠카 다쿠 역
- 클레오파트라인 여자들 (2012년 4월 ~ 6월, 닛폰 TV) - 토미사카 쇼지 역
- 뷰티풀 레인 (2012년 7월 ~ 9월, 후지 TV) - 카츠타 아키오 역
- 도쿄 전력 소녀 (2012년 10월 ~ 12월, 닛폰 TV) - 다마가와 다이스케 역
- 사키 (2013년 1월 ~ 3월, 칸사이 TV) - 닛타 하야토 역
- 쇼무니 2013 (2013년 7월 ~ 9월, 후지 TV) - 사몬 다이스케 역
- 내일, 엄마가 없어 (2014년 1월 ~ 3월, 닛폰 TV) - 록커 역
- 극악 간보 (2014년 4월 ~ 6월, 후지 TV) - 다케모토 가즈마 역
- 고스트라이터 (2015년 1월 ~ 3월, 후지 TV) - 오다 후토 역
- 호텔 건시어지 (2015년 7월 ~ 9월, TBS) - 혼죠 가즈마 역
- 엔젤하트 (2015년 10월 ~ 12월, 닛폰 TV) - 류 신홍 역
- 별 볼 일 없는 나를 사랑해주세요 (2016년 1월 ~ 3월, TBS) - 모가미 다이치 역
- 좋아하는 사람이 있다는 것 (2016년 7월 ~ 9월, 후지 TV) - 시바사키 치아키 역
- 빼앗은 사랑, 겨울 (2017년 1월 ~ 3월, TV 아사히) - 오쿠가와 고타 역

### 영화
- 고쿠센 THE MOVIE (2009년, 도호) - 가미야 슌스케 역
- 리얼 술래잡기 2 (2010년, 팬텀 필름) - 사토 히로시 역
- THE LAST MESSAGE 우미자루 (2011년, 도호) - 다쿠야 역
  - BRAVE HEARTS 우미자루 (2012년)
- 그녀는 거짓말을 너무 사랑해 (2013년, 도호) - 사카구치 슌 역
- 한낮의 유성 (2017년, 쇼치쿠) - 시시오 사쓰키 역

### 무대
- SAMURAI 7 (2010년 11월 ~ 12월, 아오야마 극장) - 주연·가쓰시로 역